# Rubidiumtetrachloroaurat
Rubidiumtetrachloroaurat, nach IUPAC Rubidiumtetrachloridoaurat, ist eine anorganische Verbindung aus der Gruppe der Tetrachloroaurate und das Rubidiumsalz der Tetrachlorogoldsäure.

## Herstellung
Rubidiumtetrachloroaurat kann hergestellt werden, indem eine Lösung von Rubidiumchlorid zu einer heißen, wässrigen Lösung von Tetrachlorogoldsäure gegeben wird, wobei orangefarbene, prismatische Kristalle ausfallen.

## Eigenschaften
Rubidiumtetrachloroaurat bildet orangefarbene prismatische Kristalle und kristallisiert im monoklinen Kristallsystem in der Raumgruppe I2/c (Raumgruppen-Nr. 15, Stellung 8) mit den Gitterparametern a = 9,760 Å; b = 5,902 Å, c = 14,116 Å und β = 120,05 °. Mit [18]Krone-6 bildet die Verbindung einen stabilen Komplex.